# Jorge Verstrynge
Jorge Verstrynge Rojas est un homme politique, politologue et enseignant franco-espagnol né le 22 septembre 1948 à Tanger.

## Biographie
Jorge Verstrynge naît le 22 septembre dans la Zone internationale de Tanger, d'une mère espagnole et d'un père belge, Willy Verstrynge-Thalloen, pro-nazi pendant la Seconde Guerre mondiale et proche des idées de Léon Degrelle.
Pendant son adolescence, il est proche de l'extrême-droite française. 
Il rejoint en 1977 l'Alliance populaire avec laquelle il est élu député en 1982 et 1986. Il est élu secrétaire général du parti en 1979, puis est remplacé à ce poste en 1986 par Alberto Ruiz-Gallardón à la suite de divergences avec le président du parti Manuel Fraga. En 1983, il est candidat à la mairie de Madrid, et battu par le maire sortant Enrique Tierno Galván.
Après son départ de l'Alliance populaire, il demande à rejoindre le Parti socialiste ouvrier espagnol (PSOE) en 1988, ce qui ne lui est accordé que cinq ans plus tard. Il quitte le PSOE quelques années plus tard en raison du soutien du parti à l'intervention militaire de l'OTAN pendant la guerre du Kosovo. 
En 2014, il rejoint en tant que conseiller le mouvement de gauche radicale Podemos, ce qui provoque des réactions au sein du parti en raison de ses prises de position contre l'immigration et de sa sympathie affichée pour Marine Le Pen et le Front National.
Verstrynge est professeur de science politique à l'université complutense de Madrid. Il est le père de la députée et secrétaire d’État Lilith Verstrynge, également membre de la direction de Podemos.